# Costa dos Corais (Fiji)

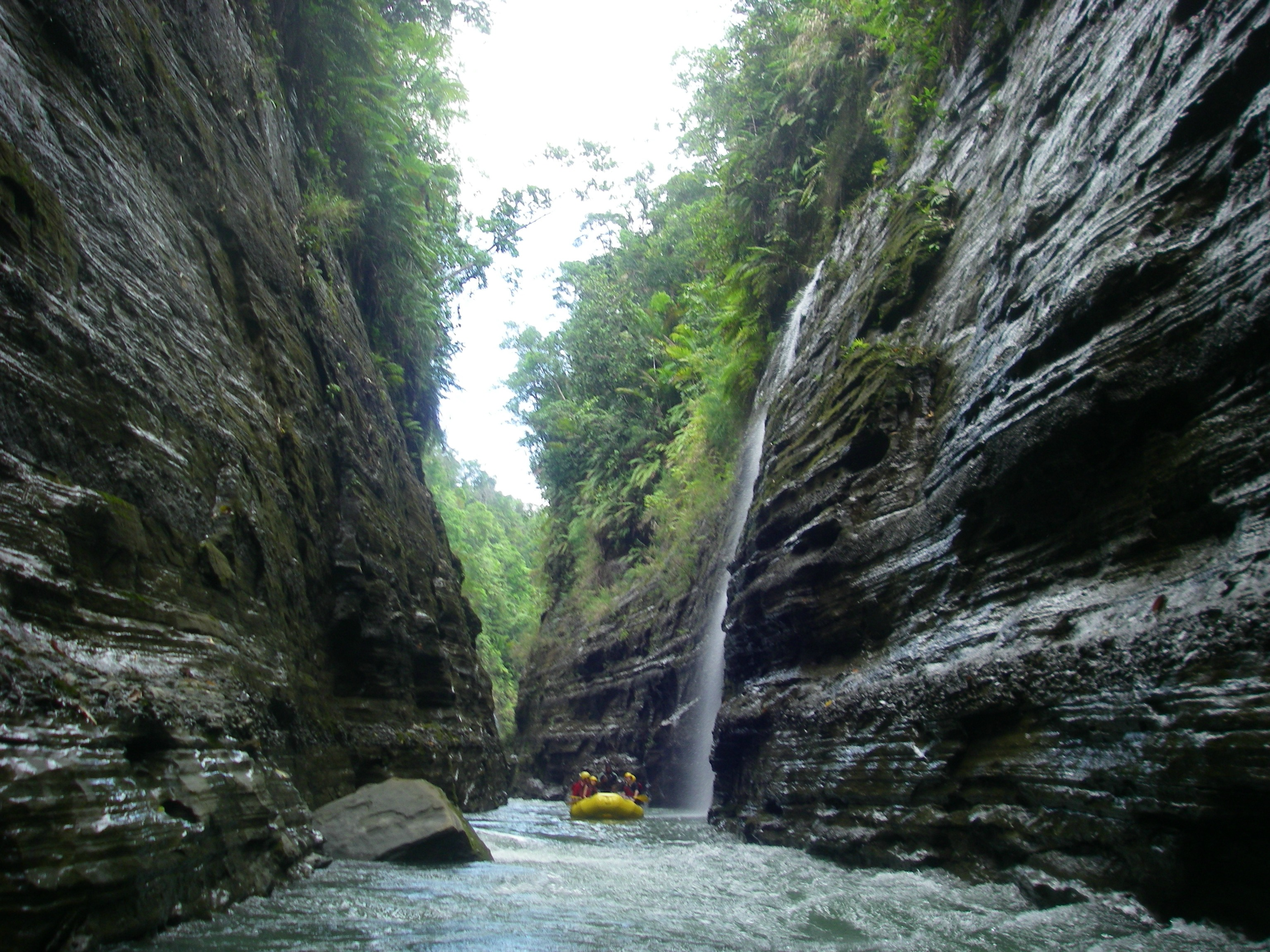
Rio Sigatoka na Costa dos Corais

A Costa dos Corais é o trecho do litoral entre Sigatoka e Suva, na ilha de Viti Levu, em Fiji. 
Este trecho da costa é uma das áreas turísticas de Fiji, com resorts localizados em vários locais ao longo da costa e em ilhas ao largo da costa. A cidade ribeirinha de Sigatoka é o centro do turismo para a Costa dos Corais. Abriga muitos hotéis e resorts, que oferecem atividades turísticas variadas que vão desde a vida na praia até a oferta de experimentação da culinária local.